# Wilhelm von Cölln
Wilhelm Heinrich Ernst von Cölln (* 22. März 1788 in Wolfshagen (Mecklenburg); † 4. März 1866 in Berlin) war ein preußischer Generalleutnant.

## Leben

### Herkunft
Seine Eltern waren der Major der hessischen Gendarmerie Johann Heinrich Friedrich von Cölln und dessen Ehefrau Juliane Amalie Wilhelmine, geborene Treusch von Buttlar aus dem Hause Markershausen.

### Militärkarriere
Cölln kam im Jahr 1796 als Page an den Hof nach Kassel. 1801 trat er als Portepeefähnrich in der hessischen Garde und avancierte bis 1804 zum Sekondeleutnant. Nach dem Vierten Koalitionskrieg wurde Kurhessen aufgelöst und das Gebiet dem neuerrichteten Königreich Westphalen zugeschlagen.
So wechselte Cölln in westphälische Dienste, wurde 1808 Unterleutnant und 1809 Premierleutnant. Er nahm mit seinem Regiment an Napoleons Spanienfeldzug teil und kämpfte bei der Belagerung und dem Sturm auf Gerona sowie den Gefechten bei Casta-Rosa, Mantagu, Bannola, Medina, Bascara, St. Vincent, Cornelia, Tagula, Basalu, Figuerras, Martoria und St. Paulo. Für Montagu erhielt er das Ritterkreuz des Ordens der Westphälischen Krone. In der Zeit wurde er im Jahr 1810 zum Adjointmajor und 1811 zum Kapitän befördert. Nach der Rückkehr nach Westphalen marschierte er 1812 mit der Grande Armée nach Russland und kämpfte bei Kloboloi, Danielowitsch, Wileika, Osmiana, Rudckony und Wilna. Für Wilejka erhielt er das Kreuz der Ehrenlegion. Im Jahr 1813 wurde er noch Bataillonschef, aber nach der Niederlage bei Leipzig im August 1813 löste sich das Königreich Westphalen auf.
Nach dem Ende der Befreiungskriege wechselte Cölln in preußische Dienste und kam am 2. April 1815 als Kapitän in das 1. Neumärkische Landwehr-Infanterie-Regiment. Am 27. Februar 1816 wurde er dem 29. Infanterie-Regiment, am 23. Oktober 1816 dem 19. Infanterie-Regiment und am 1. Mai 1817 dem 27. Infanterie-Regiment aggregiert.
Cölln wurde am 14. September 1829 zum Kompaniechef ernannt, am 30. März 1829 zum Major befördert und zeitgleich als Kommandeur des II. Bataillons in das 27. Infanterie-Regiment versetzt. Vom 30. März 1830 bis zum 29. März 1840 war er Kommandeur des II. Bataillons im 31. Landwehr-Infanterie-Regiment. Als Oberstleutnant beauftragte man ihn anschließend mit der Führung des 34. Infanterie-Regiments. Dort wurde er am 10. September 1840 zum Regimentskommandeur ernannt und am 7. April 1842 zum Oberst befördert. Am 27. März 1847 wurde er dann Kommandeur der 15. Infanterie-Brigade in Köln, in dieser Stellung im Mai 1848 zum Generalmajor befördert, bevor er am 7. Juni 1848 das Kommando über die 7. Landwehr-Brigade in Magdeburg erhielt. Er nahm 1849 am Feldzug in Baden teil und wurde am 15. September 1849 Kommandeur der 7. Infanterie-Brigade. In dieser Stellung erhielt Cölln am 20. September 1849 den Roten Adlerorden II. Klasse II. Klasse mit Eichenlaub und Schwertern. Zu Erinnerung an der Feldzug erhielt er am 18. März 1851 eine Silberne Medaille mit dem Bildnis der Prinzen von Preußen. Am 3. April 1852 bekam er seinen Abschied als Generalleutnant mit einer Pension. Er starb am 4. März 1866 in Berlin und wurde auf dem Garnisonfriedhof in der Hasenheide beigesetzt.

### Familie
Cölln heiratete am 23. November 1824 in Magdeburg Johanna Emilie Aurora von Kotze (1798–1882). Das Paar hatte vier Kinder, darunter der spätere preußische Hauptmann und Dr. phil. Ernst von Cölln (1830–1886).